# Église Saint-Julien-des-Prés d'Oviedo
Pour les articles homonymes, voir Église Saint-Julien.
L′église Saint-Julien-des-Prés d'Oviedo (en espagnol : San Juliàn de los Prados ou Santullano d'Oviedo) est une église catholique située à Oviedo en Espagne. Édifiée vers 820, elle est restée quasiment intacte. Seul le clocher en peigne est une adjonction tardive. Elle est dédiée au couple des saints Julien et Basilisse (en).     

## Présentation
Elle montre les progrès réalisés sur le plan architectural dès les débuts de l'époque asturienne (VIIIe siècle) et dépasse de loin les proportions des églises wisigothes comme San Pedro de la Nave.
C'est un édifice avec un porche, trois nefs dont une nef transversale, des amples arcs donnant sur un immense transept large et haut qui précède trois absides et au chevet trois chapelles voûtées en briques. Cette architecture relève d'un parti logique et cohérent.
À l'extérieur, le chevet présente la fenêtre à triple arcade et les «claustras» typiques de l'art asturien.

## La nef

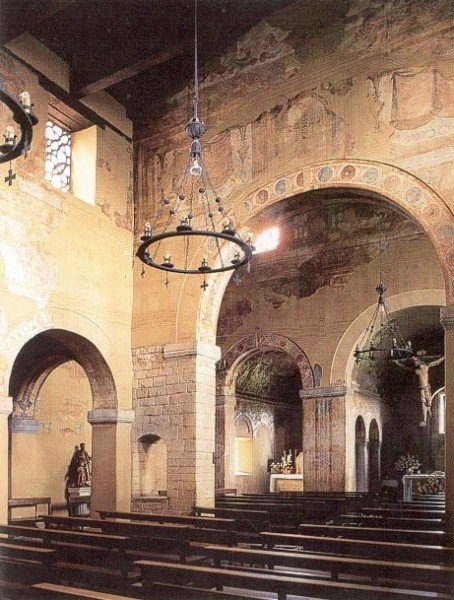
La nef et les fresques.

Autrefois entièrement décorée de peintures (dont il subsiste encore de beaux fragments, miraculeusement sauvés lors de la restauration), ce sanctuaire a dû jouer le rôle de chapelle royale, ainsi que le soulignent les thèmes iconographiques.
Parmi les fresques décorant les murs de l'église, on trouve essentiellement des motifs architecturaux antiquisants : palais ou églises à frontons et rideaux embrassés qui, à certains égards, évoquent l'art pompéien. Les sources d'inspiration ont-elles été des miniatures de la basse Antiquité que l'artiste aurait eues sous les yeux ? Le répertoire, dans tous les cas, souligne certaines phases du rituel, en particulier l'ouverture des rideaux qui pouvaient clore le jubé dans les sanctuaires du haut Moyen Âge espagnol.
À remarquer dans l'abside centrale un beau Christ roman.

## Protection
L'église fait l’objet d’un classement en Espagne au titre de bien d'intérêt culturel depuis le 8 juin 1917.